# General Dynamics
General Dynamics – amerykańskie przedsiębiorstwo zbrojeniowe zajmujące się m.in. produkcją systemów lądowych oraz okrętów.

## Historia
W latach 1953–1994 do korporacji należał producent samolotów Convair. W latach 1962–1963 Convair produkował rakiety nośne Atlas dla programu Merkury. W państwowych zakładach Air Force Plant 4 Fort Worth w Teksasie, używanych wcześniej przez Convair, wyprodukowano w latach 1967–1976 562 General Dynamics F-111 Aardvark oraz ponad 2600 General Dynamics F-16 Fighting Falcon między 1976 i 1993. Na początku lat 90. przedsiębiorstwo wycofało się z produkcji lotniczej i kosmicznej: w 1992 dział rakietowy kupił Hughes, w 1993 dział kosmiczny trafił do Martin Marietta, w 1992 kupiona w 1985 Cessna została odkupiona przez Textron, pozostałości Convair w 1994 przejął McDonnell Douglas, a dział produkcji F-16 w 1993 przejął Lockheed Corporation. Przedsiębiorstwo skupiło się na produkcji sprzętu dla wojsk lądowych i marynarki wojennej, w 1995 zakupiono stocznię Bath Iron Works, która od 1989 produkowała niszczyciele typu Arleigh Burke. W 1999 wróciło do produkcji samolotów, przejmując Gulfstream Aerospace.

## Części składowe i produkty
- General Dynamics' Electric Boat Division (Okręty podwodne typu Virginia; 5 z 10 sztuk)
- Bath Iron Works (Niszczyciele rakietowe typu Arleigh Burke; 34 z 62 sztuk)
- Gulfstream Aerospace
- Lima Army Tank Plant (M1 Abrams)
- General Dynamics Land Systems–Canada, London, Ontario (Stryker, LAV III)
- General Dynamics European Land Combat Systems (Mowag Piranha, ASCOD)
- General Dynamics Armament and Technical Products (GUA-17, GUA-22)